# Hydrobiosis styx
Hydrobiosis styx är en nattsländeart som beskrevs av Mcfarlane 1951. Hydrobiosis styx ingår i släktet Hydrobiosis och familjen Hydrobiosidae. Inga underarter finns listade i Catalogue of Life.